# Acer mortal
Acer mortal (títol original: Cold Steel) és una pel·lícula estatunidenca dirigida per Dorothy Ann Puzo i estrenada el 1987. Ha estat doblada al català.

## Argument
La vigília de Nadal, Sam Modine és salvatgement assassinat al seu taller. La policia està sobre la pista d'una banda de drogoaddictes que actuen amb armes blanques. El fill i policia Johnny Modine jura de venjar el seu pare, ignorant que ell és apuntat per aquest reglament ordit per «Iceman» àlies Isaac, un excompany vindicatiu. Després d'haver desbaratat un bon nombre de trampes, Johnny vencerà el seu perillós adversari en el seu enfrontament final.

## Repartiment
- Brad Davis: Johnny Modine
- Sharon Stone: Kathy
- Adam Ant: Mick
- Jonathan Banks: « Iceman » Isaac
- Jay Acovone: Cookie
- Anne Haney: Anna Modine

## Cançons
- Party Line, lletra de Jill Gaynes i música de David A. Jackson, interpretada per Eli Baer i Rich Shaw
- Running Out of Time, lletra de Jill Gaynes i música de David A. Jackson, interpretada per James House
- Heart Beats Stronger, lletra i música de James Saad i Hausk Randall, interpretada per Hausk Randall
- Over Easy, lletra de Jill Gaynes i música de David A. Jackson, interpretada per Michael Stull
- Take Me Away, lletra de Jill Gaynes i música de David A. Jackson, interpretada per Joe Pizzulo
- Out of Time, lletra de Jill Gaynes i música de David A. Jackson, interpretada per Joe Pizzulo
- You Took Me By Surprise, lletra de Jill Gaynes i música de David A. Jackson, interpretada per Joe Pizzulo